# Западные ветры умеренного пояса

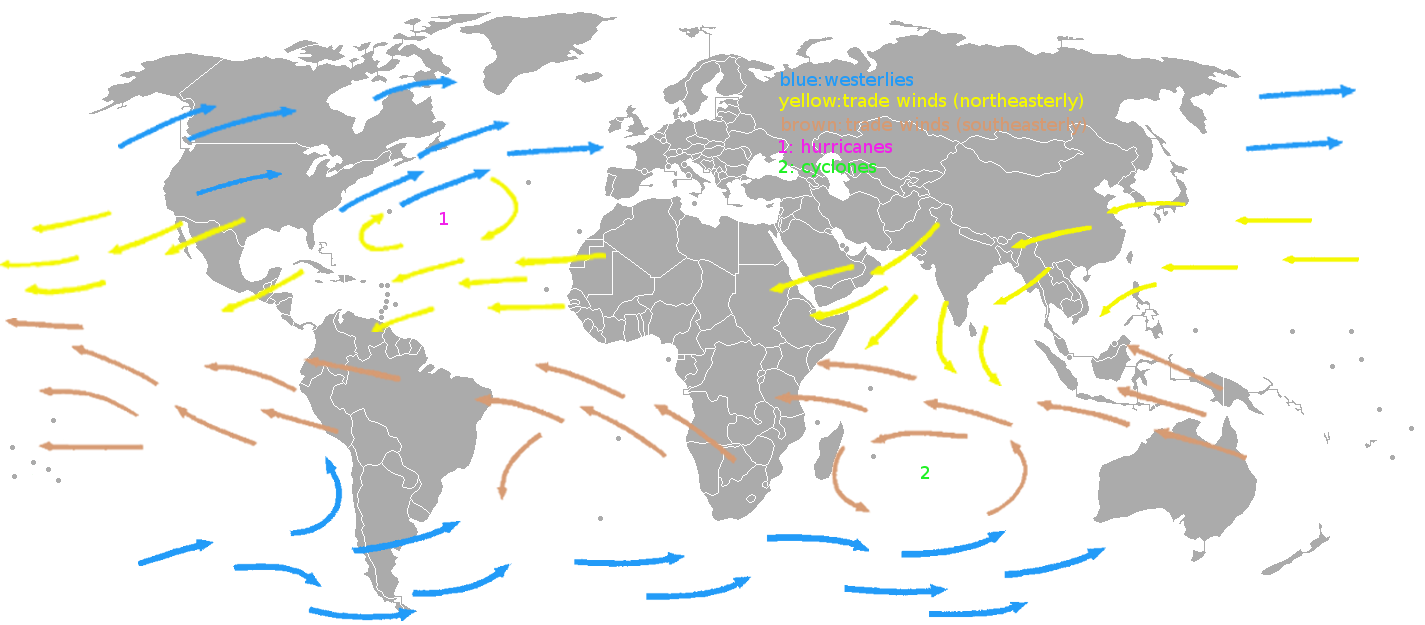
Карта пассатов и западных ветров умеренного пояса

Западные ветры умеренного пояса — преобладающие ветры, дующие в умеренном поясе примерно между 35 и 65 градусами северной и южной широты, от субтропического хребта до полярного фронта, часть глобальных процессов циркуляции атмосферы и приповерхностная часть ячейки Феррела. Эти ветры дуют преимущественно с запада на восток, точнее, с юго-запада в Северном полушарии и с северо-запада в Южном полушарии, и могут образовывать внетропические циклоны на своих границах, где градиент скорости ветра высок. Тропические циклоны, которые проникают в зону этих ветров через субтропический хребет, теряя силу, вновь усиливаются благодаря градиенту скорости западных ветров умеренного пояса.
Западные ветра умеренного пояса сильнее дуют зимой, когда давление над полюсами выше, и слабее только летом. Эти ветры наиболее сильны в Южном полушарии, где меньше суши, которая имеет свойство отклонять или задерживать ветер. Полоса сильных западных ветров умеренного пояса расположена между 40 и 50 градусами южной широты и известна как «ревущие сороковые». Эти ветры играют важную роль в образовании океанических течений, переносящих теплые экваториальные воды к западным берегам континентов, особенно в Южном полушарии.